# Equitazione ai Giochi della XXII Olimpiade
Le competizioni di equitazione dei Giochi della XXII Olimpiade si sono svolte nei giorni dal 25 luglio al 3 agosto al Trade Unions' Equestrian Complex di Mosca ad eccezione del salto ostacoli individuale che venne disputato allo Stadio Lužniki.
Il programma prevedeva le classiche sei prove.

## Podi
| Evento                                   | Oro                                                                                   | Perform. | Argento                                                                   | Perform. | Bronzo                                                                                          | Perform. |
| Dressage individuale (dettagli)          | Elisabeth Theurer                                                                     | 1370     | Yuri Kovshov                                                              | 1300     | Viktor Ugryumov                                                                                 | 1234     |
| Dressage a squadre (dettagli)            | Unione Sovietica Yuri Kovshov Viktor Ugryumov Vira Misevyč                            | 4383     | Bulgaria Petar Mandajiev Svetoslav lvanov Gheorghi Gadjev                 | 3580     | Romania Anghelache Donescu Dumitru Veliku Petre Rosca                                           | 3346     |
| Concorso completo individuale (dettagli) | Federico Euro Roman                                                                   | 108,60   | Aleksandr Blinov                                                          | 120,80   | Yuri Salnikov                                                                                   | 151,60   |
| Concorso completo a squadre (dettagli)   | Unione Sovietica Aleksandr Blinov Yuri Salnikov Valery Volkov Sergei Rogozhin         | 457,00   | Italia Federico Euro Roman Anna Casagrande Mauro Roman Marina Sciocchetti | 656,20   | Messico Yocupicio Manuel Mendivil Rios David Barcena Soto Jose Luis Perez Lopez Fabian Vazquez  | 1172,85  |
| Salto ostacoli individuale (dettagli)    | Jan Kowalczyk                                                                         | 8,00     | Nikolai Korolkov                                                          | 9,50     | Joaquin Perez Heras                                                                             | 12,00    |
| Salto ostacoli a squadre (dettagli)      | Unione Sovietica Vyacheslav Chukanov Viktor Poganovsky Viktor Asmaev Nikolai Korolkov | 20,25    | Polonia Marian Kozicki Jan Kowalczyk Wiesław Hartman Janusz Bobik         | 56,00    | Messico Joaquin Perez Heras Jesus Gomez Portugal Valencia Gerardo Tazzer Alberto Valdes Lacarra | 59,75    |

## Medagliere
| Pos.   | Paese            | Oro | Argento | Bronzo | Totale |
| ------ | ---------------- | --- | ------- | ------ | ------ |
| 1      | Unione Sovietica | 3   | 3       | 2      | 8      |
| 2      | Italia           | 1   | 1       | 0      | 2      |
| 2      | Polonia          | 1   | 1       | 0      | 2      |
| 4      | Austria          | 1   | 0       | 0      | 1      |
| 5      | Bulgaria         | 0   | 1       | 0      | 1      |
| 6      | Messico          | 0   | 0       | 3      | 1      |
| 7      | Romania          | 0   | 0       | 1      | 1      |
| Totale | Totale           | 6   | 6       | 6      | 18     |